# Gainesville (Teksas)

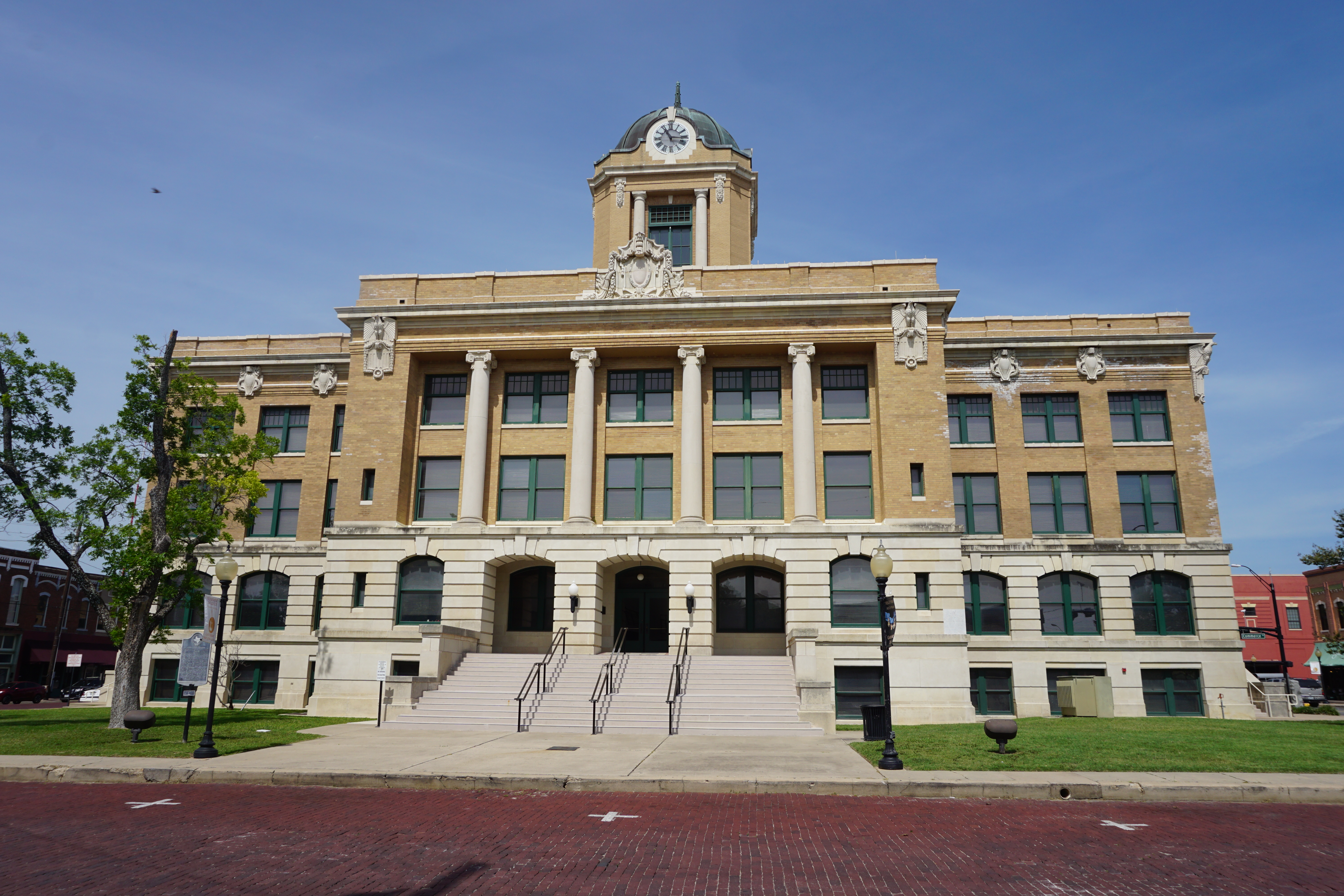
Gmach sądu hrabstwa Cooke w Gainesville

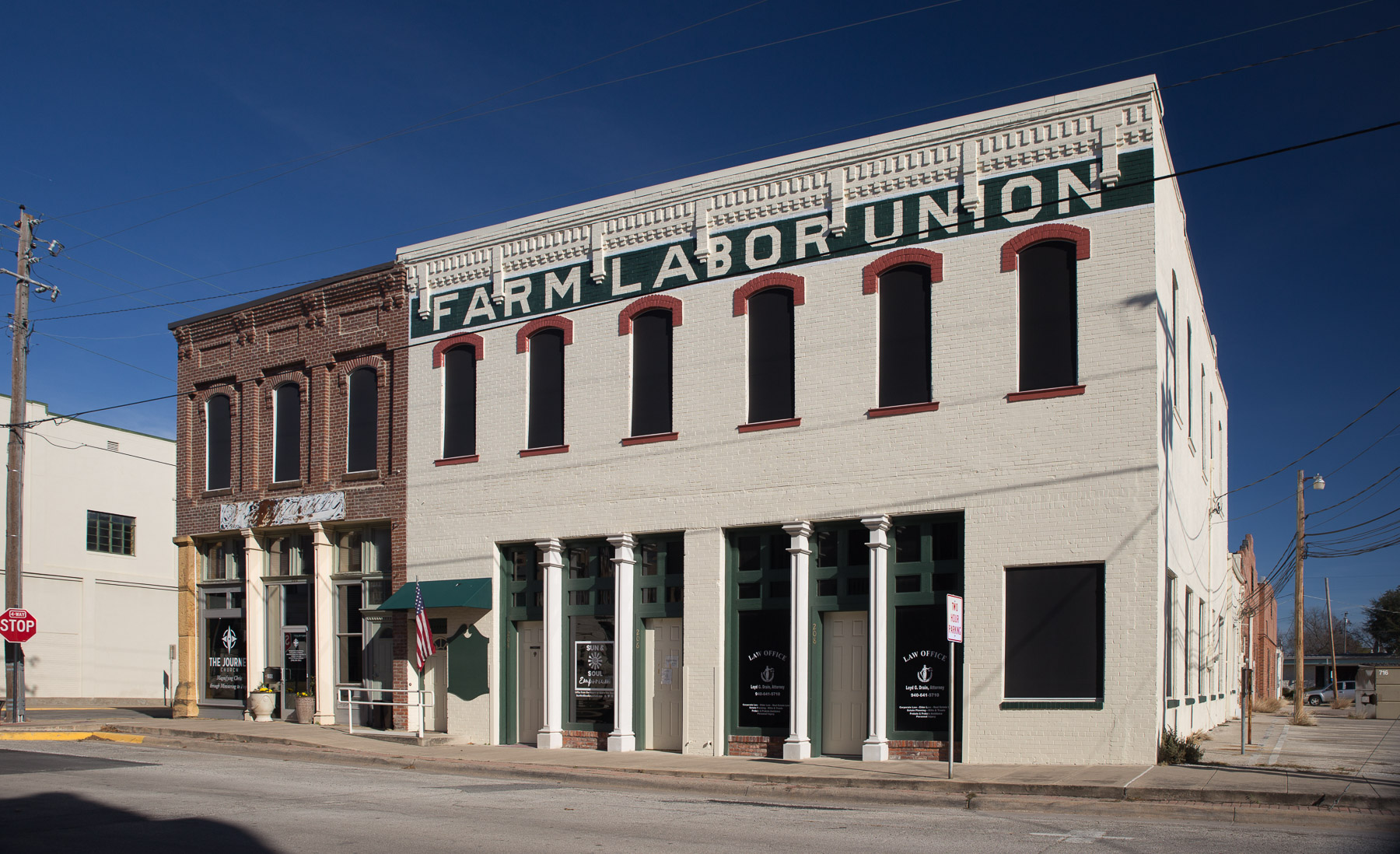
Stary budynek w centrum miasta

Gainesville – miasto w Stanach Zjednoczonych, na północy Teksasu. Siedziba administracyjna i największe miasto hrabstwa Cooke. Według danych z 2023 roku liczy 18,1 tys. mieszkańców.  
Posiada duże populacje Latynosów (31,5%) i Afroamerykan (6,7%).